# Green Cargo
Green Cargo est une entreprise ferroviaire suédoise spécialisée dans le transport de marchandises. Cette société, qui a le statut d'une société par actions (AB) et dont le capital appartient entièrement à l'État, est née de l'éclatement des SJ lors de la réforme intervenue en 2001.
Pure entreprise ferroviaire, cette société ne gère aucune voie ferrée. Outre le transport par rail, elle offre des transports complémentaires par route et des solutions logistiques intégrées incluant des opérations de stockage, de gestion de flux, etc. Green Cargo bénéficie de la certification ISO 9001 ainsi que de l'écolabel suédois « Good Environmental Choice ».
Effectif du personnel : Green Cargo emploie environ 3500 salariés (filiales incluses).

## Matériel roulant
- 420 engins moteurs dont :
  - 233 locomotives électriques, type BB de 3600 kW, construites de 1967 à 1977 ;
  - 119 locomotives Diesel de 1235 kW datant de 1968 ;
  - des locotracteurs Diesel de 460 kW (1968-1975).
- 8500 wagons

## Résultats économiques (2003)
- Trafic : 12,8 milliards de tonnes-km
- Chiffre d'affaires : 6,2 milliards de couronnes suédoises (675 millions d'euros)
- Résultat net : perte de - 88 millions de couronnes soit -9,57 millions d'euros (contre -21,5 l'année précédente).

## Perspectives d'avenir

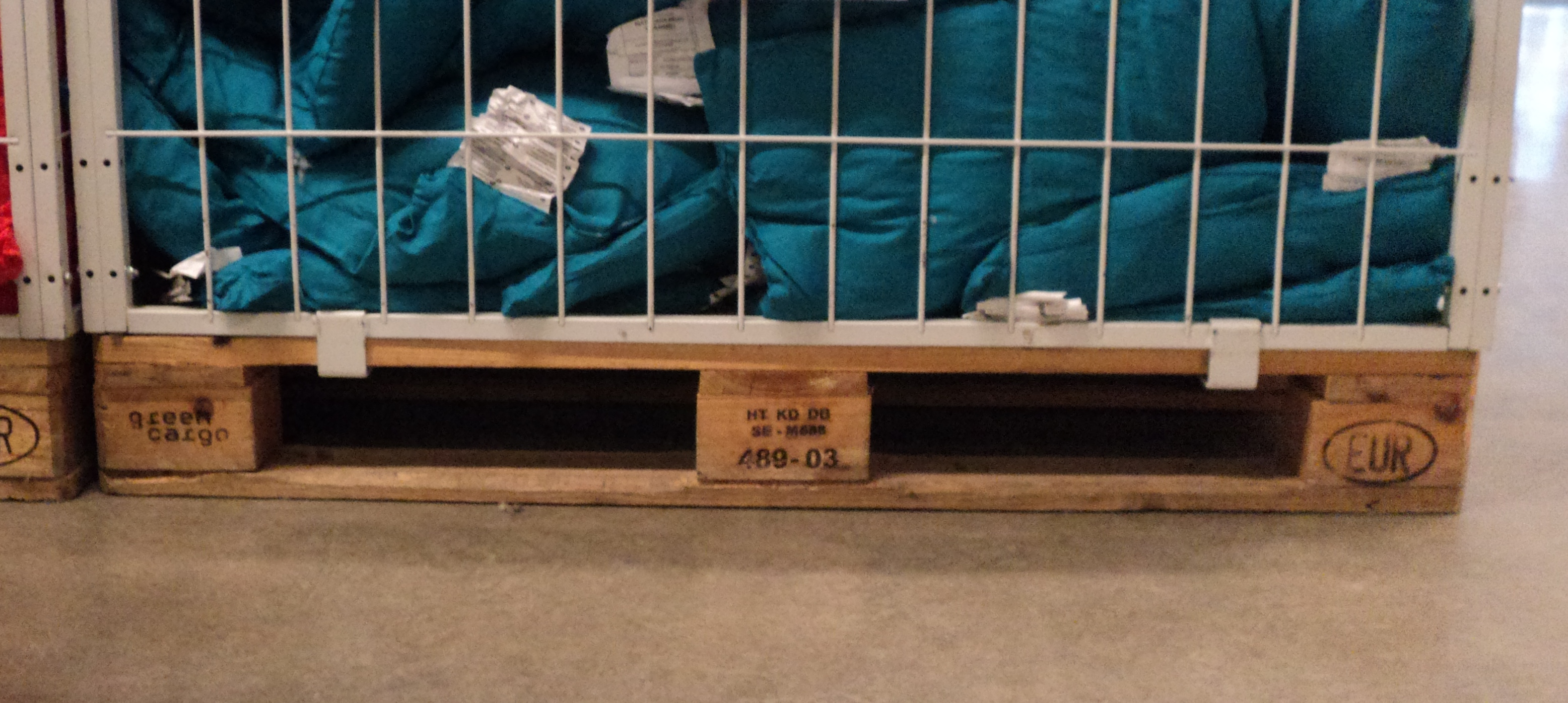
Palette Green Cargo dans un magasin IKEA au Canada.

Le gouvernement suédois a fait une proposition au parlement en vue d'adosser Green Cargo à un autre exploitant ferroviaire, voire de privatiser la société. Green Cargo, dont les résultats sont négatifs, a en effet besoin d'une forte recapitalisation, notamment pour renouveler son parc de locomotives assez ancien. Une possibilité est que la société soit vendue à Railion, filiale fret de la Deutsche Bahn qui a déjà repris l'activité fret des chemins de fer danois ; à noter que 80 % des trafics internationaux de Green Cargo ont pour origine-destination l'Allemagne ou y transitent, et transitent par le Danemark.

## Sociétés filiales et participations
- TGOJ Trafik AB : filiale d'exploitation de lignes secondaires d'importance régionale et locale ;  propose également la location de matériel roulant par l'intermédiaire de sa filiale TGOJ Rental AB.

- NTR AB (Nordisk Transport Rail) : société qui vend des services de logistique à base ferroviaire à l'échelle internationale.

- Celexor AB : service de logistique complète, offrant aux clients d'externaliser totalement leur logistique.

- Cargonet AS : société de transport combiné qui résulte de la fusion de Rail Combi AB, ex filiale des SJ avec son homologue norvégienne. La majorité du capital (55 %) est détenue par les NSB (chemins de fer norvégiens). Elle dispose de 16 chantiers intermodaux en Suède.

- Hallsbergs Terminal AB : société d'exploitation d'un nouveau chantier de transport combiné situé à Hallsberg et ouvert en 2003, filiale commune de Green Cargo et de la commune de Hallsberg.

- Green Cargo Norway